# Шитьё

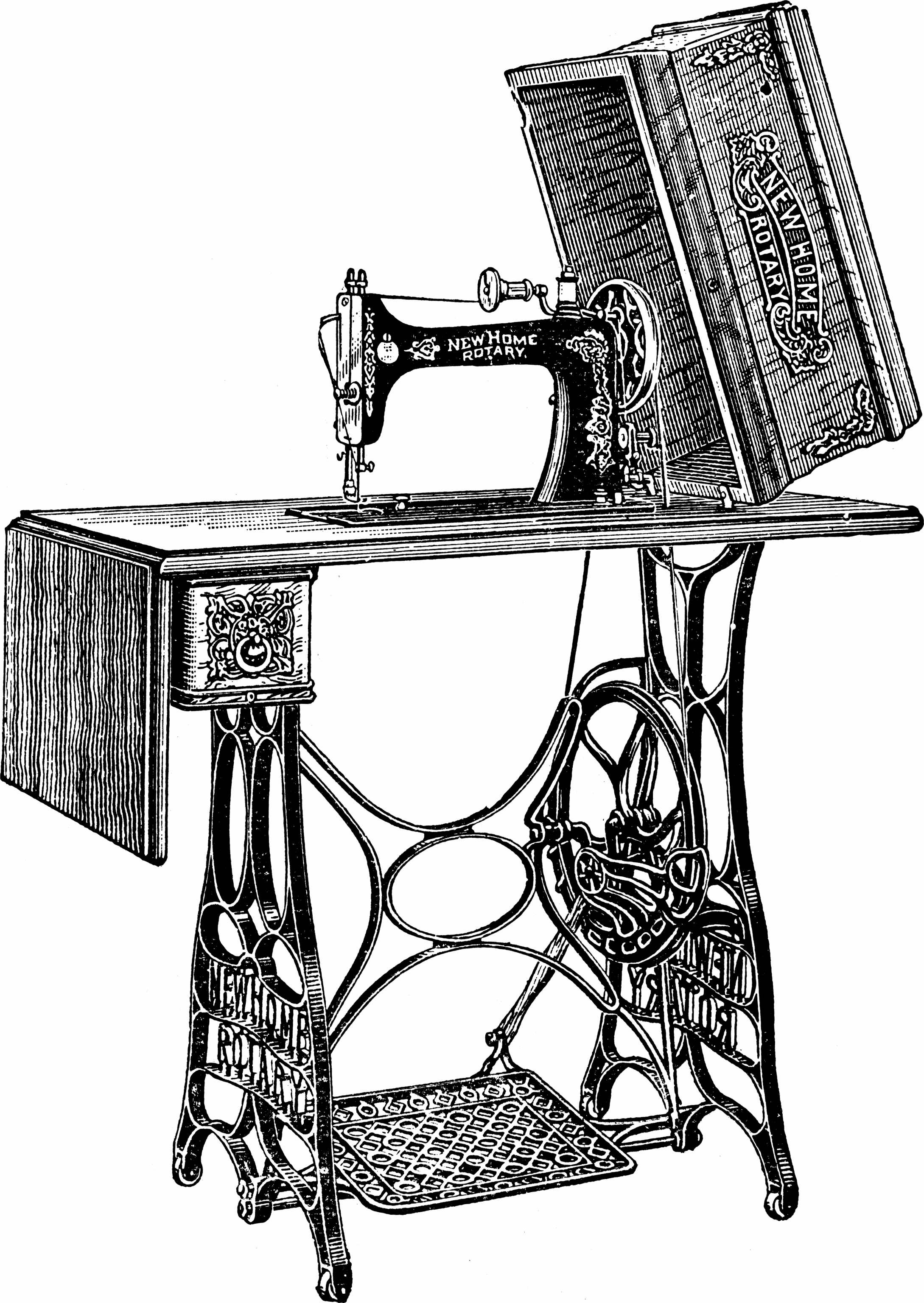
Швейная машинка Singer с ножным приводом позволила освободить вторую руку

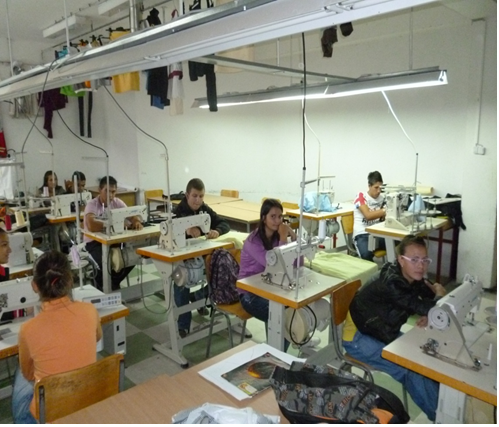
Современная швейная мастерская

Шитьё — вид ручного труда. Представляет собой создание на материале (ткани, коже) стежков и швов при помощи иглы и ниток, лески и тому подобного.
Обычно шитьё ассоциируется с созданием одежды и домашнего текстиля (например, постельного белья, скатертей, салфеток, полотенец, занавесей и так далее), однако оно применяется также при изготовлении обуви, игрушек, при пошиве парусов, обивочных и драпировочных работах, переплетных работах, а также при производстве некоторых спортивных товаров (например, мячей). Термин «шитьё» также используется для обозначения разных видов вышивки.

## История
Шитьё — одна из древнейших технологий производства, возникшая ещё в палеолите. До изобретения пряжи и тканных материалов одежда шилась из меха и шкур добытых животных с помощью игл из кости или рогов и «нитей» из сухожилий, вен или кишок животных.
Тысячелетиями шитьё осуществлялось исключительно вручную. Изобретение швейной машины в XIX веке и компьютеризация во второй половине XX века привели к массовому промышленному производству швейных изделий, но шитьё вручную по-прежнему широко практикуется во всем мире. Искусная ручная работа характерна для профессиональных портных, высокой моды, традиционной национальной одежды, и ценится профессионалами и любителями как выражение творчества.

## Кройка
Чтобы пошить одежду, необходимо прежде всего раскроить ткань. Раскраивают ткань по выкройкам, составленным по чертежам. После чего отдельные куски ткани, или другого материала, сшиваются вместе.

## Основные элементы: стежки и швы
Независимо от вида сшиваемых или украшаемых материалов (будь это ткань, кожа, бумага или пластик), основные составляющие шитья — это стежки и швы.
Стежок — это петля, образованная нитью, протянутой в ткань, а затем из ткани. Ряд стежков образуют шов.
Для разных целей используются разные виды стежков и швов. Существует несколько основных видов ручных швов и стежков, включая смёточный, обметочный, подшивочный, петельный, копировальные стежки (также называемые силками), стегальные косые стежки, шов «через край» (или кромочный), шов «за иглой», штуковку, «машинную строчку», «треугольник», крестообразные стежки «козлик», а также фигурные стежки типа «ёлочка». Основные виды машинных швов включают запошивочный, накладной, настрочной, подрубочный, стачной, двойной, расстрочный, окантовочный, рельефный и узкий. Стежки и швы получают названия в соответствии с особенностями движения иглы при шитье (например, шов «вперед иголку», «за иголку»), в соответствии с формой стежка (шов «цепочкой» или тамбурный шов, шов крестиком, шов «полупетля» и т. д.) или в соответствии с назначением шва (наметочный шов, подрубочный шов). При изготовлении одежды применяют следующие основные виды стежков: прямой, косой, крестообразный, петлеобразный и петельный.
Швы, соединяющие между собой две детали, классифицируются по своему положению в готовом изделии (средний шов, боковой шов) и по своей конструкции (например, запошивочный шов, накладной шов).

## Используемое оборудование

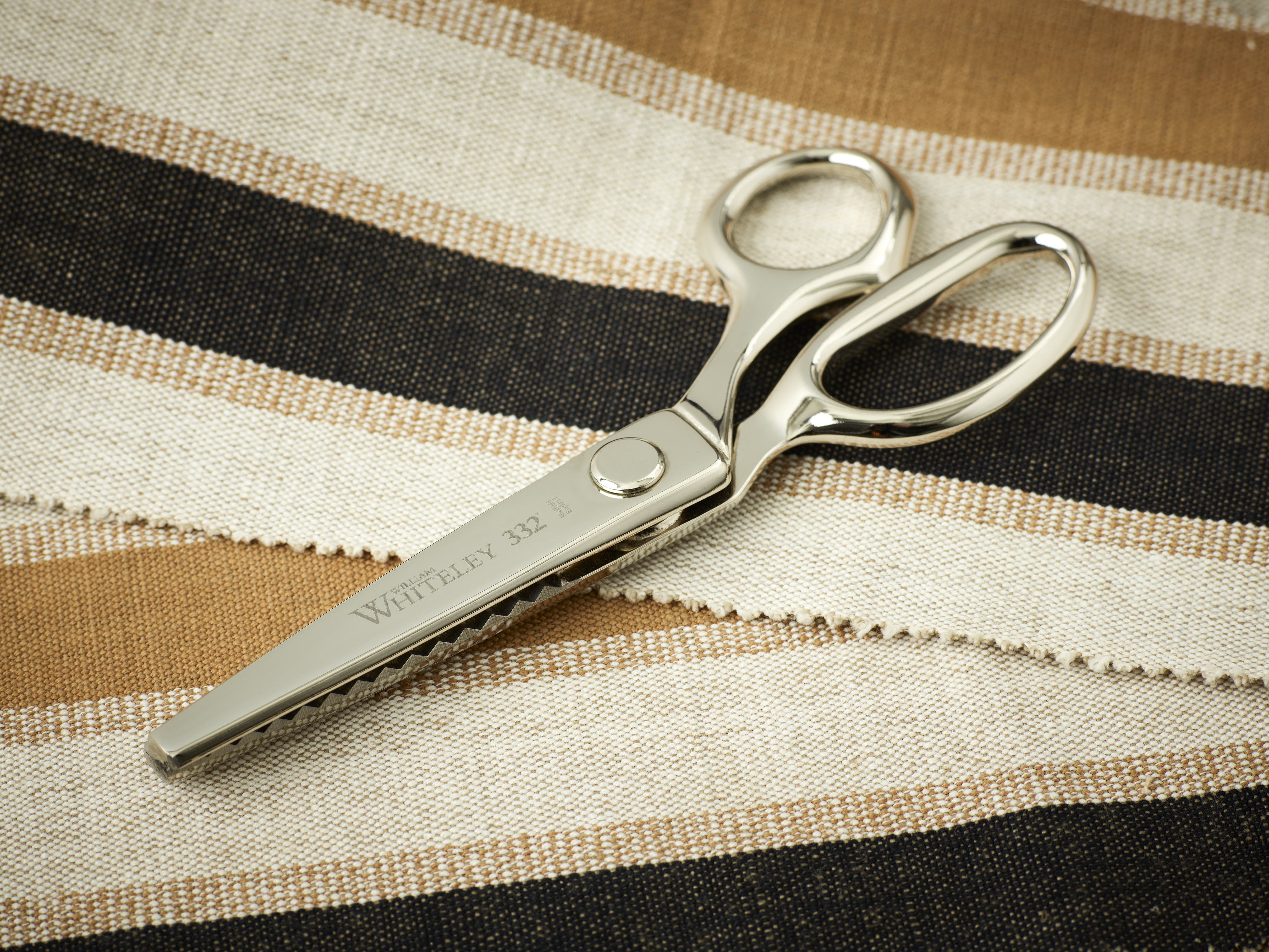
Фестонные ножницы

Кроме обычной швейной машины, которая предназначена в основном для сшивания отдельных частей изделия, самые часто используемые машины: оверлок для обмётывания краёв изделия и распошивальная машина, она выполняет распошивальный плоский шов, который обычно применяется для трикотажных краев, а иногда для вязаных изделий.
При шитье используются портновские ножницы (обычные ножницы для бумаги плохо режут ткань, поэтому не применяются). Для раскроя больших деталей из трикотажа или ткани используются раскройные ножницы (по сравнению с портновскими ножницами больше по размеру и весу, а также обладают более заострёнными и длинными лезвиями). Фестонные ножницы обладают зубчатыми краями и предназначены для обработки срезов ткани с целью предотвращения их осыпания. Помимо прочего, используется специальный мел для обвода выкроек на ткани, рулетка, иглы, вспарыватель швов, нитки.

## Галерея

В художественных произведениях
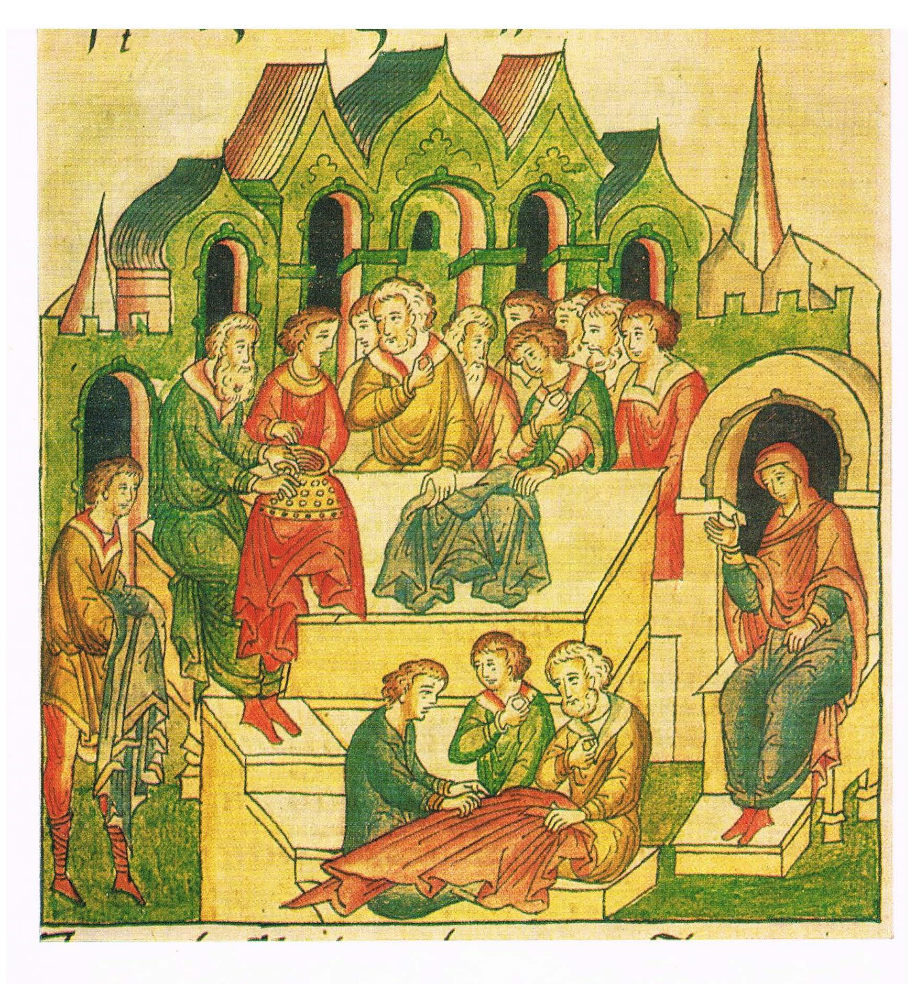
Миниатюра из Лицевого летописного свода (XVI век), изображающая шитьё одежды
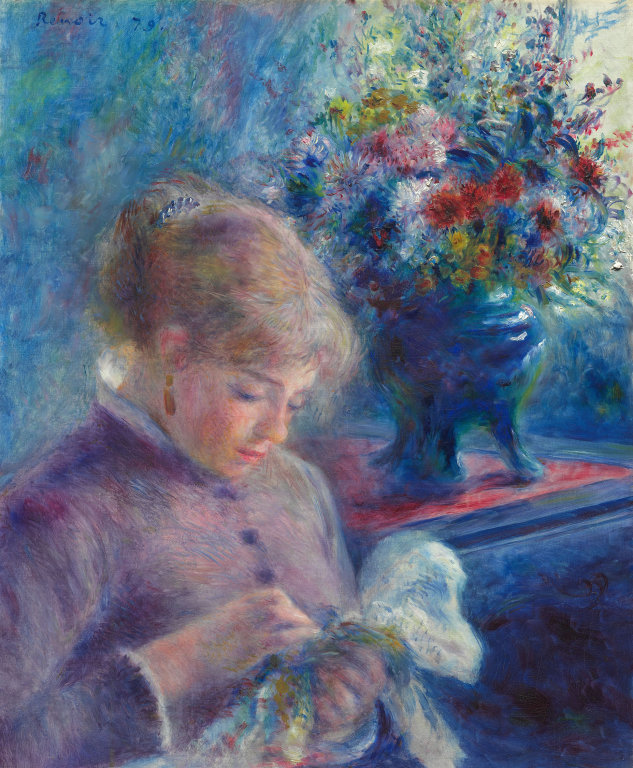
Картина Ренуара «Девушка за шитьём» (1879 год)
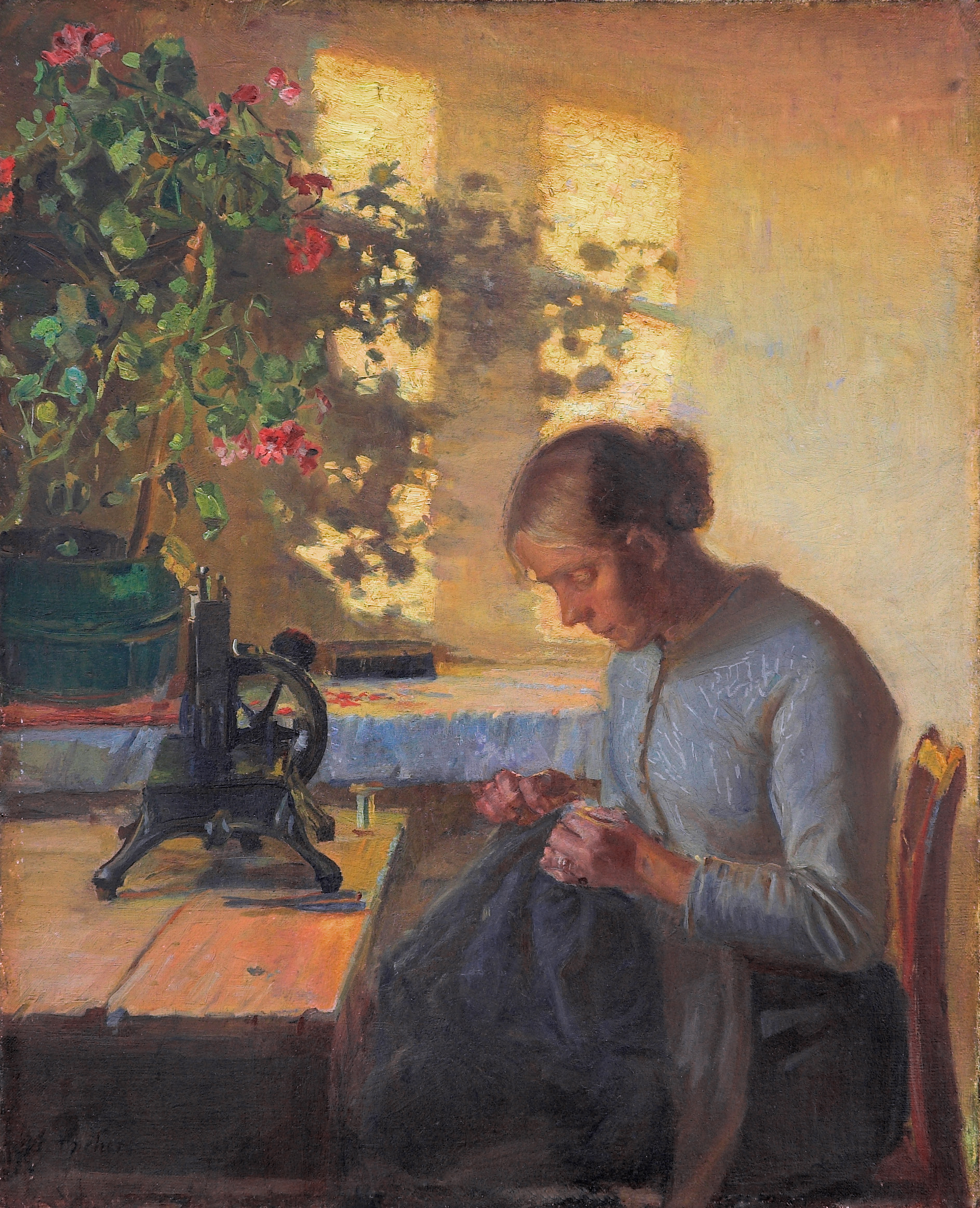
Традиционное ручное шитьё (картина Анны Анкер «Жена рыбака за шитьем», в некоторых источниках «Шьющая рыбацкая дочь», 1890-е годы)
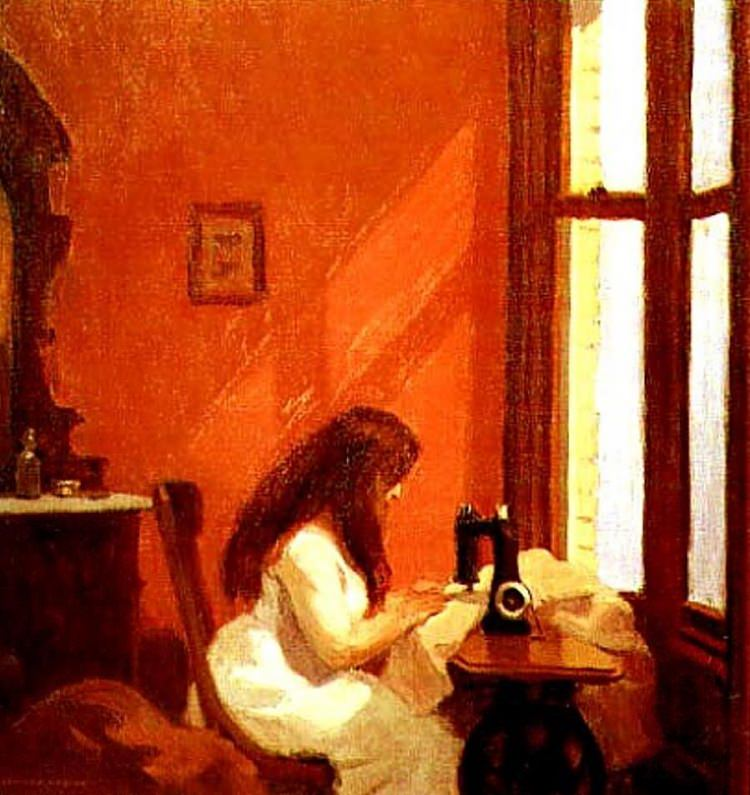
Картина «Девушка за швейной машиной» Эдварда Хоппера (1921 год)